# Clyde
Clyde (anglicky River Clyde, skotskou gaelštinou Abhainn Chluaidh) je řeka v jižním Skotsku (Spojené království). Protéká přes správní oblasti Jižní Lanarkshire, Severní Lanarkshire, Glasgow, Západní Dunbartonshire, Renfrewshire, Inverclyde, Argyll a Bute. Je 170 km dlouhá (s estuárem 208 km). Povodí má rozlohu 4100 km². Je to desátá nejdelší řeka Spojeného království.

## Průběh toku
Pramení na severních svazích Jihoskotské vysočiny. Na horním toku teče na sever nízkými horami a poté kopcovitou krajinou, přičemž nad Lanarkem vytváří peřeje. U Greenocku ústí do mořské zátoky Firth of Clyde Atlantského oceánu.

## Přítoky
Postupně se do ní vlévají Potrail Water, Elvan Water, Camps Water, Duneaton Water, South Medwin, North Medwin a Kelvin.

## Vodní režim
Průměrný roční průtok vody v ústí činí 70 m³/s. Nejvyšší vodnatosti dosahuje na podzim a v zimě.

## Využití

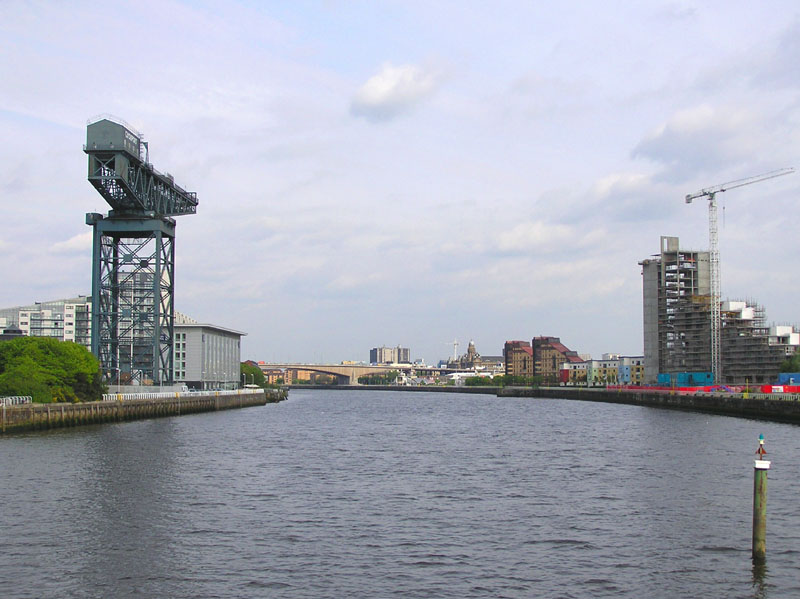
Řeka protéká městem Glasgow

Vodní doprava námořních lodí je možná do města Glasgow. Výše až k peřejím je možná říční doprava. Na peřejích byla vybudována vodní elektrárna. Řeka je spojena kanály se Severním mořem

## Historie
V minulosti to byla jedna z nejdůležitějších spojnic v rámci zámořského obchodu Spojeného království se zbytkem světa.